# خوتا ویسکیتسکا
خوتا ویسکیتسکا (به لهستانی:  Huta Wiskicka) یک روستا در لهستان است که در گمینا ژگوو (استان ووتسکی) واقع شده‌است.